# Otus mayottensis
Otus mayottensis là một loài chim trong họ Strigidae.